# Maniobra orbital

Transferencia bielíptica, un tipo de maniobra orbital.

En un vuelo espacial, una maniobra orbital es el uso de sistemas de propulsión para cambiar la órbita de una nave espacial. Para las naves alejadas de la Tierra (por ejemplo las órbitas alrededor del Sol) una maniobra orbital es denominada maniobra de espacio profundo (DSM, Deep-Space Maneuver).

## Maniobras impulsivas
Una "maniobra impulsiva" es una maniobra que consiste en un único y casi instantáneo cambio en la velocidad de la nave espacial. Como incluso una nave espacial pequeña tiene masa, no puede cambiar instantáneamente de velocidad. Durante la fase de planificación de la mayoría de misiones, los diseñadores primero aproximan sus cambios orbitales previstos usando maniobras impulsivas. Esto reduce enormemente la complejidad de encontrar la transición orbital correcta. A los cambios instantáneos de velocidad se los conoce como delta-v ({\displaystyle \Delta \mathbf {v} \,}), el delta-v total para todas las maniobras requeridas en una misión se denomina "equilibrio de delta-v". Con una buena aproximación al equilibrio de delta-v los diseñadores pueden estimar la cantidad de propelente necesario para la carga útil de la nave espacial. Usar estas aproximaciones es más útil cuando se ejecuta un empuje finito en ráfagas cortas. Maniobras finitas como esas son posibles con sistemas de propulsión con una alta relación empuje/peso, p.ej. cohetes químicos. Sin embargo, incluso durante largos periodos de quemado, las aproximaciones de maniobras impulsivas siguen siendo muy exactas lejos de la atmósfera terrestre.

## Maniobras no impulsivas
Aplicar un empuje débil con períodos de tiempo más largos es conocido como maniobra no impulsiva (aunque en realidad cualquier empuje produce cierta cantidad de impulso). Son menos eficientes ya que se pueden perder grandes cantidades de energía debido al efecto Oberth y a otras ineficiencias. Sin embargo esas maniobras pueden ser la única opción cuando son aconsejables lanzamientos de poco peso y por lo tanto se usan sistemas de propulsión con un impulso específico alto pero baja relación empuje/peso (p.ej. motores iónicos), los cuales no son útiles para el despegue.

## Trayectorias de quemado finito
Para unas pocas misiones espaciales, tales como aquellas que incluyen un rendezvous espacial, se necesitan modelos de alta fidelidad de las trayectorias para reunir los objetivos de la misión. Calcular un quemado finito requiere un modelo detallado de la nave espacial y de sus propulsores. Los detalles más importantes incluyen: la masa, el centro de masa, el momento de inercia, la posición de los propulsores, los vectores de empuje, las curvas de empuje, el impulso específico, la desviación de centroide de empuje y el consumo de combustible.